# 大厂乡
大厂乡，是中华人民共和国云南省德宏傣族景颇族自治州梁河县下辖的一个乡镇级行政单位，乡政府驻地大厂村。

## 沿革
大厂原名卢场坡。1935年，梁河设治局将驻地由小厂邦幸迁往大厂街。1935年，改称大厂镇。1945年，改名为复兴镇。1952年，当地建为第二区。1954年，设大厂区。1958年，划归入腾冲县。1961年，恢复梁河县制，设大厂区。1971年，改称大厂公社。1984年4月，改称大厂区。1988年2月，梁河县推行区乡体制改革，当地改名为大厂乡。

## 行政区划
大厂乡下辖大厂村、永安寨村、赵老地村、大生基村、二道河村共5個行政村。

## 地理特征
大厂乡位于梁河县东南，乡政府驻地大厂村，海拔1820米，距县城18公里。东南邻小厂乡，西邻杞木寨乡，北邻九保阿昌族乡。土地总面积36.16平方公里。当地以汉族为主，其他少数民族有阿昌族、景颇族、傣族、傈僳族等。

## 产业
大厂乡森林覆盖率达60.1%，适宜种植茶叶、草果、核桃等经济作物。其现存的古茶树面积约400亩、共有野生古茶树687株，以赵老地村委会荷花村民小组的大厂野生种古茶树为代表。
大厂乡回龙寨出产的“回龙茶”为当地特产。1956年12月，在中缅边民联欢大会期间，中华人民共和国总理周恩来用此茶招待缅甸总理巴瑞。事后周恩来询问此茶的名称与来源，当时的中共云南省委书记刘明辉对周恩来介绍是大厂乡回龙寨的磨锅茶，周恩来称赞道“回龙寨，回龙茶，好茶啊！”消息传回梁河大厂，当地人民遂将当地种植加工的茶叶命名为“回龙茶”。2012年11月，经梁河县茶叶技术推广站申请，梁河回龙茶入选农产品地理标志产品，农业部产地保护范围涉及超过大厂乡至梁河县的其他九个乡镇。

## 文化
乡境内的古迹遗址有永安寺、石人寺等。此外在大厂乡勐科寨西侧有门氏宗族墓地，门家为麓川之役时，奉旨入滇的催粮官门氏后裔，催粮官门氏也是阿昌族门氏的祖先。大厂乡驻地北侧有杨氏宗族墓地，杨家为麓川之役入滇的杨总旗后裔。